# Doug Bradley
Douglas William Bradley (nacido el 7 de septiembre de 1954) es un actor británico.

## Biografía
Bradley nació en Liverpool, Inglaterra. Estudió teatro desde pequeño y comenzó su carrera actuando en comedias y dramas teatrales. Vive en Londres con su esposa, Lynne, un hijo y una hija, y un gato. Amigo desde hace mucho tiempo del novelista de terror/fantasía Clive Barker, los dos se reunían cuando asistía a la escuela secundaria, y ha trabajado con Barker en varias actividades (desde un grupo de teatro hasta las películas Hellraiser) desde principios de los años 1970. También es un fanático del Liverpool FC.
Es más conocido por interpretar el papel del cenobita "Pinhead" en las ocho primeras películas de la serie Hellraiser, así como a su alter ego, el capitán Elliot Spencer en Hellbound: Hellraiser II (1988) y Hellraiser III: Hell on Earth (1992). Es uno de los dos únicos actores que han interpretado el mismo personaje de terror ocho veces consecutivas junto a Robert Englund, quien interpretó a Freddy Krueger.
Bradley ha aparecido en un anuncio para una línea directa de seguros en el Reino Unido (como un profesor de gimnasia.) Apareciendo sobre todo en televisión, la parte trasera de autobuses, estaciones de metro y en anuncios de Internet. Ha cantado en varias canciones de Cradle of Filth. La primera es de 2000 "Her Ghost in the Fog" (así como en "Death Magick For Adept", y "Tortured Soul Asylum"), sin embargo no podía aparecer en el vídeo musical, y fue sustituido por el actor David McEwen, que desempeñaría el carácter de Kemper en Cradle of Fear.
Bradley también apareció en los siguientes álbumes de Cradle como en el álbum Nymphetamine en las canciones como Satyriasis, Swansong For A raven, Mother of Abomination, sigue su participación en ese grupo con el álbum Thornography, cuyas canciones son Tonight In Flames, Rise Of Pentagram canción instrumental, y su última aparición en ese grupo por el momento en su último álbum de Cradle llamado Godspeed On The Devil’s Thunder en la que aparece como narrador en casi todas las canciones.
Bradley también es miembro de la empresa de animación británica Renga Media, creadores de la independiente británica CGI 'Dominator' películas y cortometrajes, dividiendo su trabajo entre el de productor y el de actor de voz. También hizo la voz de Loc-Nar en el corto animado Heavy Metal vs Dominator, en la que personajes del universo Dominator se reúnen y luchan con los personajes de la película Heavy Metal 2000.

## Filmografía
- Deer Crossing (2012)
- Wrong Turn 5 (2012)
- La posesión de Emma Evans (2010)
- Umbrage: The First Vampire (2009)
- Book of Blood (2008) Basado en dos relatos de Clive Barker y sus Libros Sangrientos
- The Cottage (2008)
- Ten Dead Men (2007)
- Pumpkinhead: Ashes to Ashes (2006) Pumpkinhead: La venganza del Infierno / Pacto de Sangre 3
- The Prophecy: Uprising (The Prophecy IV) Angeles y Demonios 4: Revelación
- Killer Tongue (1996)
- Nightbreed (1990) Clive Barker
- Saga Hellraiser (del 1.º a 8.º film)

## Obra
Autor de un libro sobre el cine de terror:
- Monstruos sagrados: grandes actores y sus caracterizaciones en la historia del cine de terror Madrid : Nuer, 1998. ISBN 84-8068-044-X